# Bela-Bela

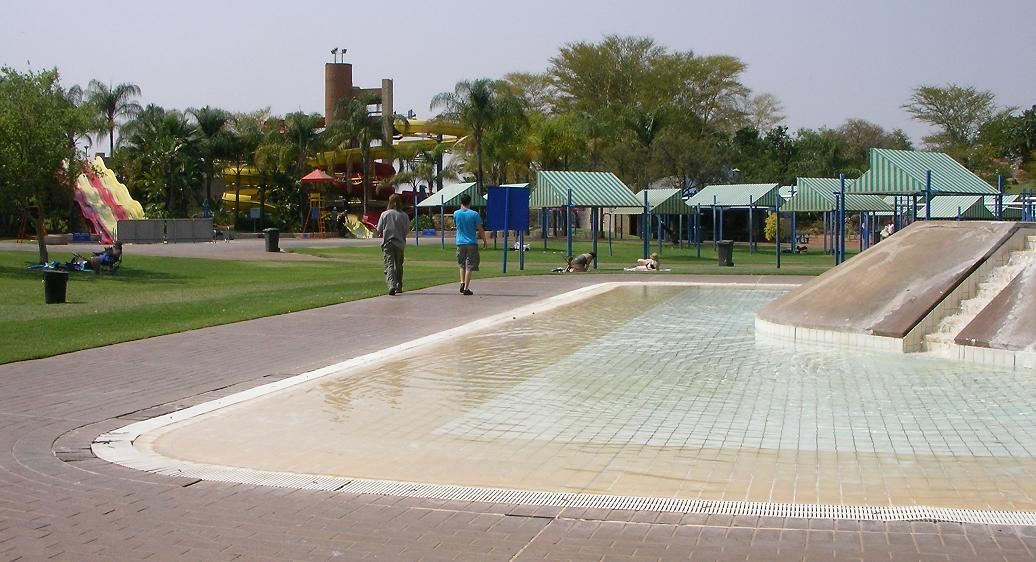
Badanläggning i Bela-Bela.

Bela-Bela (engelska: Warmbaths, afrikaans: Warmbad) är en stad i Limpopoprovinsen, 90 km norr om Pretoria. Folkmängden var 45 001 invånare vid folkräkningen 2011.
Bela-Bela är belägen vid de heta källorna som gett staden dess namn. 22 000 liter mineralrikt vatten per timme strömmar upp ur marken, med en temperatur av 52 °C, vilket sägs vara lindrande för reumatism. Källorna upptäcktes av tswanastammar under 1800-talet, och köptes 1874 av Transvaals regering, som byggde rekreationsområdet Warmbad. Warmbad blev stad 1960, och 2002 ändrades det officiella namnet till Bela-Bela, vilket betyder "koka-koka".[källa behövs]